# Soundgarden

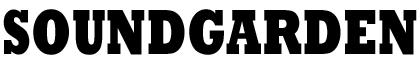
Alternatives Logo der Band

Soundgarden war eine US-amerikanische Rockband aus Seattle, Washington. Der Name geht auf die Klangskulptur The Sound Garden zurück, die auf einem Gelände der nationalen Ozean- und Wetterbehörde in der Heimatstadt der Band steht.

## Bandgeschichte

### Erste Phase (1984–1997)
Im Jahre 1984 gründeten Chris Cornell, der anfangs noch Schlagzeug spielte, und Hiro Yamamoto eine Band innerhalb der Punk- und Independent-Szene Seattles, aus der später Soundgarden wurde. Bald stiegen Kim Thayil als Gitarrist und Scott Sundquist als Schlagzeuger ein, worauf Chris Cornell zum Gesang wechselte.
Sundquist verließ die Band 1986 und wurde von Matt Cameron ersetzt, der vorher bei Skin Yard trommelte. Nach einigen Demo-Bändern und Veröffentlichungen auf lokalen Kompilationen unterzeichnete Soundgarden bei dem kommerziell unabhängigen Label Sub Pop, das auch ihre Debütsingle Nothing to Say und zwei EPs veröffentlichte. Danach wechselten sie zu SST Records, wo die vier 1988 ihr erstes vollständiges Album Ultramega OK einspielten. Zwischendurch tourten sie regelmäßig in den Vereinigten Staaten.
Bald wurde die kommerzielle Musikindustrie aufmerksam, und sie brachten 1989 ihr erstes Major-Album Louder Than Love heraus. Bald darauf stieg Bassist Yamamoto aus, um sein Studium zu beenden. Sein Nachfolger Jason Everman kam von Nirvana und wurde nach ein paar Auftritten von Ben Shepherd ersetzt.
Zwischendurch widmete Cornell zusammen mit den späteren Pearl-Jam-Mitgliedern dem verstorbenen Sänger Andrew Wood das Album Temple of the Dog.
In der neuen Besetzung nahmen sie ihre härteste Platte Badmotorfinger auf, deren Auskopplung Jesus Christ Pose wegen der rhythmischen Attacken und wegen des Textes über die Landesgrenzen hinweg Aufmerksamkeit erregte. In dieser Zeit spielten sie auch auf den Lollapalooza-Festivals. 1993 wurden die Soundgarden-Nebenprojekte Hater und Wellwater Conspiracy gegründet, an der neben Matt Cameron und Ben Shepherd auch eine Reihe von Gastmusikern beteiligt waren.
Das Album Superunknown wurde von Michael Beinhorn produziert, der sich bei der Produktion stark einbrachte. Die Folge davon war, dass die Live-Umsetzung der Stücke sich als schwierig gestaltete, weil das Album überproduziert worden war. Dies wurde als einer der Gründe für die vielen abgesagten Auftritte der Band angegeben. Ironie der Geschichte ist, dass die Band mit dem Album Superunknown, was übersetzt Superunbekannt bedeutet, einen großen Erfolg hatte. Als erfolgreichster Hit stellte sich der Song Black Hole Sun heraus. Für das Musikvideo zu Black Hole Sun gewannen Soundgarden 1994 einen MTV Video Music Award für Bestes Metal/Hard Rock Video, 1995 folgte der Grammy Award for Best Metal Performance für Spoonman.
Nach den schlechten Erfahrungen, die Soundgarden trotz des Erfolges bei den Aufnahmen zu Superunknown gemacht hatte, entschlossen sich die Mitglieder das folgende Album Down on the Upside selbst aufzunehmen. Nach der Veröffentlichung im Jahre 1996 bekam Chris Cornell Probleme mit seiner Stimme, weswegen wiederholt Auftritte abgesagt wurden. Das führte zu Vermutungen über eine mögliche Trennung der Band.
Im April des Jahres 1997 wurde Soundgarden schließlich aufgelöst. Als Kommentar zur Auflösung gab die Band folgendes bekannt: “After twelve years the members of Soundgarden have amicably and mutually decided to disband to pursue other interests. There is no word at this time on any of the members’ future plans.” (deutsch: „Nach zwölf Jahren haben die Mitglieder von Soundgarden in Freundschaft und gegenseitigem Einverständnis entschieden, sich zu trennen, um sich anderen Interessen zu widmen. Im Moment gibt es nichts weiteres über die zukünftigen Pläne der einzelnen Mitglieder zu sagen.“)

### Eigene Wege der Mitglieder (1997–2010)
Matt Cameron spielt, nach einem kurzen Gastspiel bei The Smashing Pumpkins, seit 1998 bei Pearl Jam. Er spielt seit dem 2000 erschienenen Album Binaural auf allen erschienenen Alben. Seinen ersten Studio-Beitrag leistete er auf der ursprünglich als Weihnachts-Fanclub-Single gedachten Cover-Version von Last Kiss von Wayne Cochran, die später auch offiziell als Benefizsingle zur Kosovo-Krise erschien und bis heute den größten Single-Erfolg der Band darstellt.
Chris Cornell gründete mit den drei verbliebenen Rage-Against-the-Machine-Mitgliedern Tom Morello, Tim Commerford und Brad Wilk 2001 die Band Audioslave, bei der er bis Anfang 2007 sang. Nachdem die Band nicht zu ihrem 2006 erschienenen Album Revelations auf Tour gegangen war, kamen Trennungsgerüchte auf. Diese wurden verstärkt, als im Januar 2007 eine Reunion von Rage Against the Machine stattfand. Im Februar verifizierte Cornell schließlich die Gerüchte und gab seinen Ausstieg bekannt. Als Gründe hierfür nannte er die fehlende Chemie zwischen ihm und den weiteren Bandmitgliedern und seine Pläne für eine Solokarriere. Bis dato (Stand 2015) hat Cornell 5 Solo-Alben veröffentlicht. Bekannt wurde er zudem durch den Song You Know My Name, der für den 21. offiziellen James-Bond-Film Casino Royale der Titelsong wurde.
Kim Thayil wirkte unter anderem bei Probot, einem Nebenprojekt des früheren Nirvana-Schlagzeugers Dave Grohl, mit.
Hiro Yamamoto spielte in den 90er Jahren bei der Independent-Band Truly.

### Wiedervereinigung der Band 2010

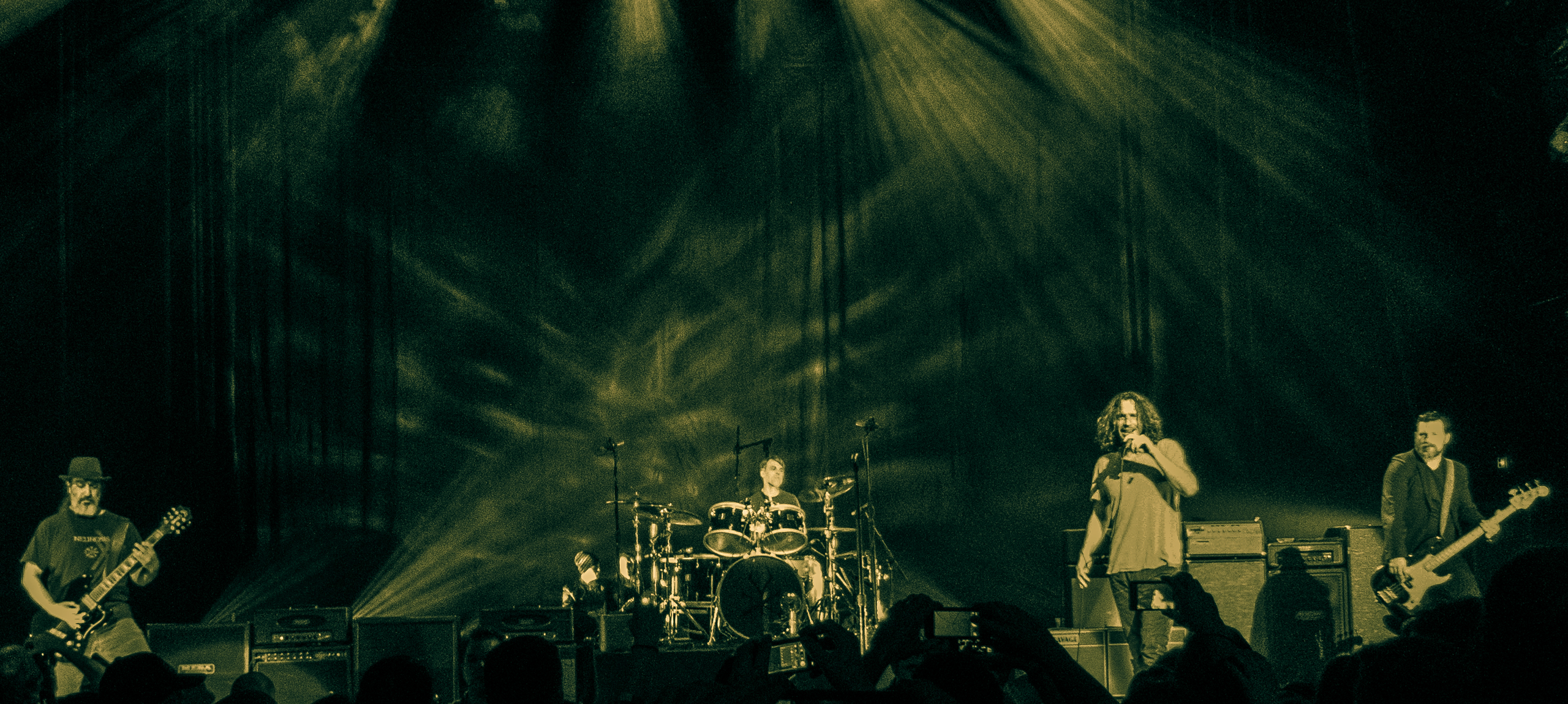
Soundgarden (2013)

Am 1. Januar 2010 gab Chris Cornell auf seinem MySpace-Account die Wiedervereinigung der Band bekannt. Der erste Auftritt seit 1997 fand am 16. April 2010 unter dem Decknamen Nudedragons (ein Anagramm für Soundgarden) in dem Club Showbox at the Market in Seattle statt. Im August 2010 trat Soundgarden als einer der Headliner am Lollapalooza-Festival in Chicago auf.
Am 17. September 2010 wurde mit Black Rain die erste Single der neuen Best-of-Kompilation Telephantasm, die am 24. September 2010 in Deutschland erschien, ausgekoppelt.
Mitte Januar 2012 gab die Band bekannt, dass noch im Frühjahr 2012 ein neues Album veröffentlicht werde. Es werde „stilistisch an unser letztes Album von 1996 anknüpfen“. Die Band trat erstmals seit der Reunion im Jahr 2012 auf diversen Festivals in Europa auf. Zudem folgte mit der Single Live to Rise, welches eigens für den Soundtrack des Filmes Marvel’s The Avengers komponiert wurde, im April 2012 die erste vollständig neue Single seit der Wiedervereinigung.
Das sechste Studioalbum King Animal wurde schließlich am 9. November 2012 veröffentlicht.
2014 war Soundgarden unter anderem in Deutschland als Vorband von Black Sabbath zu sehen. Jedoch war Matt Cameron aufgrund seiner Nebentätigkeit bei Pearl Jam bei diesen Konzerten nicht dabei. Cameron sagte jedoch, er werde auf jeden Fall ein Mitglied der Band bleiben. Für Matt Cameron saß Matt Chamberlain (bekannt durch Zusammenarbeiten mit u. a. Pearl Jam, Eric Clapton, Robbie Williams und David Bowie) am Schlagzeug. Tatsächlich trat Cameron danach wiederholt mit Soundgarden auf, wenn es seine Verpflichtungen bei Pearl Jam zuließen.
Sänger Chris Cornell nahm sich am 17. Mai 2017 im Alter von 52 Jahren nach einem Auftritt der Band in Detroit das Leben.
Seitdem ist die Zukunft der Band ungewiss. Seit einem Überraschungskonzert 2010 benutzen die Bandmitglieder das Anagramm Nudedragons ihres Bandnamens, auf das sie auch nach Streitigkeiten um unveröffentlichte Soundgarden-Lieder teilweise zurückgreifen.

## Diskografie
Studioalben

| Jahr | Titel              | Höchstplatzierung, Gesamtwochen, AuszeichnungChartplatzierungen (Jahr, Titel, Platzierungen, Wochen, Auszeichnungen, Anmerkungen) | Höchstplatzierung, Gesamtwochen, AuszeichnungChartplatzierungen (Jahr, Titel, Platzierungen, Wochen, Auszeichnungen, Anmerkungen) | Höchstplatzierung, Gesamtwochen, AuszeichnungChartplatzierungen (Jahr, Titel, Platzierungen, Wochen, Auszeichnungen, Anmerkungen) | Höchstplatzierung, Gesamtwochen, AuszeichnungChartplatzierungen (Jahr, Titel, Platzierungen, Wochen, Auszeichnungen, Anmerkungen) | Höchstplatzierung, Gesamtwochen, AuszeichnungChartplatzierungen (Jahr, Titel, Platzierungen, Wochen, Auszeichnungen, Anmerkungen) | Anmerkungen                                                 |
| Jahr | Titel              | DE | AT | CH | UK | US | Anmerkungen                                                 |
| ---- | ------------------ | --- | --- | --- | --- | --- | ----------------------------------------------------------- |
| 1988 | Ultramega OK       | — | — | — | — | — | Erstveröffentlichung: 31. Oktober 1988                      |
| 1989 | Louder Than Love   | — | — | — | — | US108 (16 Wo.)US | Erstveröffentlichung: 5. September 1989                     |
| 1991 | Badmotorfinger     | — | — | — | UK39 Gold · (2 Wo.)UK | US39 ×2Doppelplatin · (60 Wo.)US                                                                                                  | Erstveröffentlichung: 8. Oktober 1991 Verkäufe: + 2.190.000 |
| 1994 | Superunknown       | DE13 (51 Wo.)DE | AT19 (28 Wo.)AT | CH9 (13 Wo.)CH | UK4 Platin · (39 Wo.)UK | US1 ×6Sechsfachplatin · (81 Wo.)US                                                                                                | Erstveröffentlichung: 8. März 1994 Verkäufe: + 6.965.000    |
| 1996 | Down on the Upside | DE15 (14 Wo.)DE | AT12 (14 Wo.)AT | CH20 (9 Wo.)CH | UK7 Silber · (6 Wo.)UK | US2 Platin · (44 Wo.)US | Erstveröffentlichung: 10. Mai 1996 Verkäufe: + 1.185.000    |
| 2012 | King Animal        | DE10 (3 Wo.)DE | AT19 (2 Wo.)AT | CH9 (4 Wo.)CH | UK21 (3 Wo.)UK | US5 (13 Wo.)US | Erstveröffentlichung: 9. November 2012                      |

## Auszeichnungen
- Grammys
  - 1995: in der Kategorie „Best Metal Performance“ (Spoonman)
  - 1995: in der Kategorie „Best Hard-Rock Performance“ (Black Hole Sun)

- MTV Video Music Awards
  - 1994: in der Kategorie „Bestes Video“ (Black Hole Sun)